# François Tristan L'Hermite
François Tristan L'Hermite (Marche, 1601-7 de septiembre de 1655) fue un dramaturgo francés, nació en el chateau de Soliers en Haute Marche alrededor de 1601.
Sus aventuras comenzaron temprano, debido a que mató a su enemigo en un duelo a la edad de trece años y fue obligado a huir a Inglaterra. La historia de su niñez y juventud la adorna en una novela burlesca, Le page disgracié. Fue sucesor del poeta Gaston d'Orleans, de la duquesa de Chaulnes y del duque de Guise.
Su primera tragedia, Mariamne (1636), fue también la mejor. Le siguieron Penthée (1637), La Mori de Sénèque (1644), La Mort de Crispe (1645) y Parasite (1653). También fue autor de algunas letras admirables. Tres de sus mejores obras están impresas en el Théâtre français de 1737.
Murió el 7 de septiembre de 1655.